# 拉威尔逊·巴图伊
拉威尔逊·巴图伊 (1994年4月29日—)是一名马来西亚足球运动员，司职后卫。目前效力马来西亚超级足球联赛俱乐部沙巴，也代表马来西亚国家足球队。

## 荣誉

### 俱乐部
沙巴
- 马来西亚首要足球联赛冠军：2019年